# Château de Cawdor
Le château de Cawdor, construit à la fin du XIVe siècle, est une maison-tour entourée de magnifiques jardins dans la paroisse civile de Cawdor à environ 16 kilomètres à l'est d'Inverness et 8 kilomètres au sud-ouest de Nairn, dans la zone administrative écossaise de Highland. Il a appartenu au Clan Calder. 
C'est actuellement la résidence de la comtesse douairière de Cawdor (i.e. veuve du Comte ayant le titre de propriété), belle-mère de Colin Robert Vaughan Campbell, 7e et actuel Comte de Cawdor et 25e Baron de Cawdor (les titres étant distincts). Le château est principalement connu par la tragédie Macbeth de Shakespeare, le personnage éponyme est en fait thane de Cawdor. Il s'agit d'un récit de fiction, les principales parties du château lui-même ayant été construites de nombreuses années après les événements qui se déroulent dans la pièce de Shakespeare. Le château est accessible au public du printemps à l'automne (se référer au site officiel pour plus de renseignements).

## Histoire
La plus ancienne date trouvée remonte à 1454, où le titre de propriété d'un bâtiment fut accordé à William, Baron de Cawdor (ou de Calder, les deux orthographes ayant été usitées). Cependant, certaines parties du château pourraient être antérieures à cette date. Les historiens spécialistes de l'architecture font remonter le type de maçonnerie de la partie la plus ancienne du château à environ 1380. 
Une particularité du château est qu'il a été construit autour d'un petit arbre sacré, dont on peut encore voir une partie au niveau inférieur de la tour. Des techniques scientifiques modernes ont permis d'établir que l'arbre est mort en 1372, ce qui tendrait à s'accorder sur la date la plus ancienne de construction du château. 
Consistant seulement à l'origine d'une tour (ou donjon) imposante, le château fut agrandi plusieurs fois à travers les siècles, principalement aux XVIIe et XIXe siècles. La grille en fer que l'on y trouve fut apportée du château voisin de Lochindorb par le Scottish Privy Council, agissant selon la demande du Baron de Cawdor visant à démanteler Lochindorb, abandonné par le Comte de Moray.

## Jardins

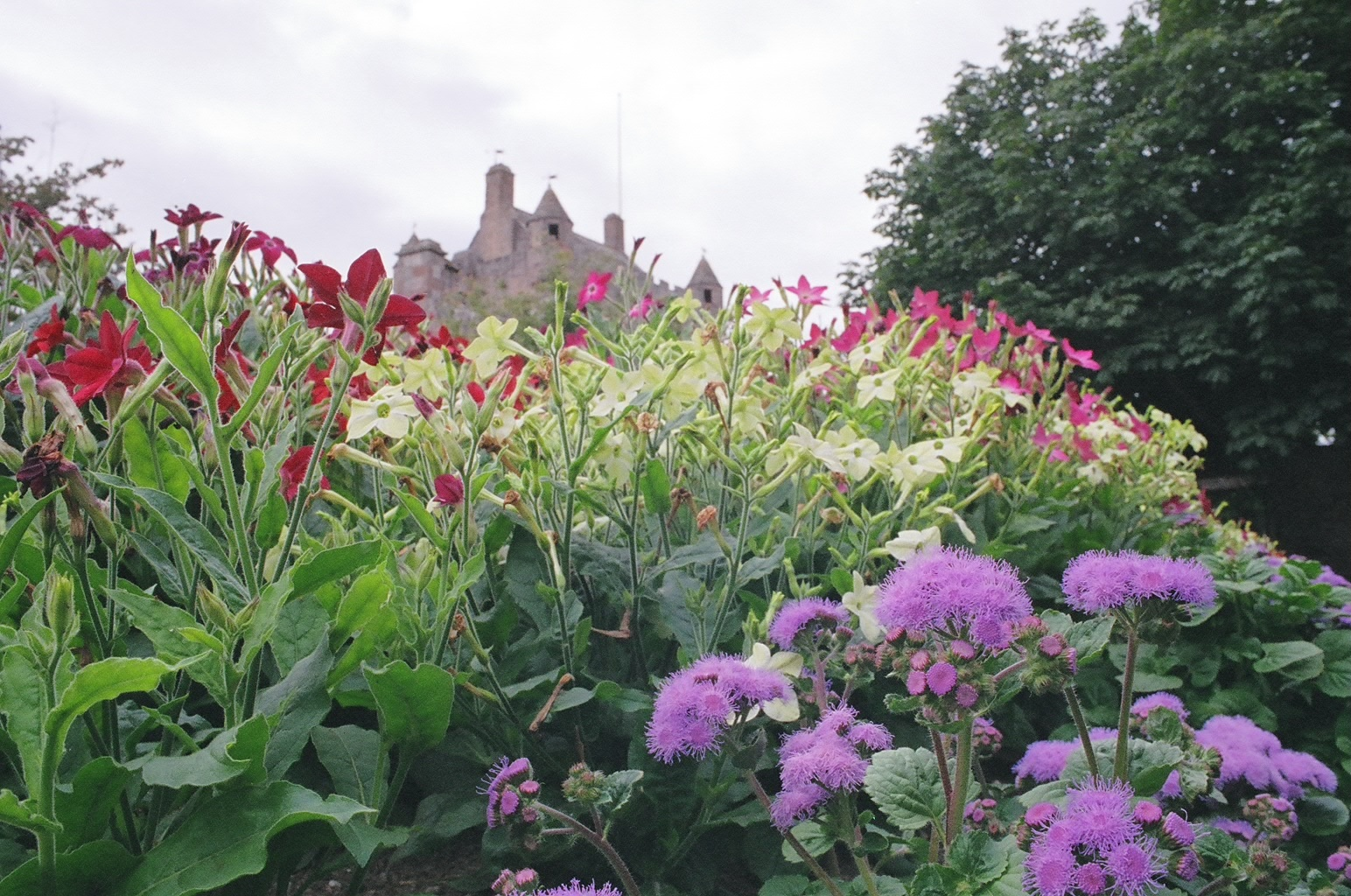
Les jardins

Le château est réputé pour ses jardins, en particulier le clos (planté au XVIIe siècle), le jardin de fleurs (XVIIIe siècle) et le jardin sauvage (ajouté dans les années 1960). On notera également qu'un bois se trouve sur les terres du château, avec de nombreuses variétés d'arbres et plus d'une centaine d'espèces de lichens. 

## Rapports avec la pièceMacbethde Shakespeare
La pièce a pris quelques libertés avec l'histoire du roi d'Écosse Macbeth, qui gouvernait après que ses armées eurent tué Duncan Ier d'Écosse sur le champ de bataille (et non assassiné comme il est dit dans la pièce). Écrite en 1606, la pièce est tirée d'un récit imaginaire sur Macbeth retranscrit par le moine Andrew de Wyntoun (de Fife) dans son Orygynale Cronykil of Scotland, achevé en 1406. 
Parmi les éléments que Shakespeare a empruntés au moine figurent les trois sœurs mystérieuses proférant des prophéties. Dans sa pièce, les sœurs, des sorcières, prédisent que Macbeth, alors Baron de Glamis, deviendra Baron de Cawdor et roi par la suite ; peu après, Duncan élève Macbeth au titre de Baron de Cawdor. Ce dernier, croyant qu'il est nécessaire d'accomplir le reste de la prophétie, assassine Duncan dans son sommeil avec l'aide de sa femme, un geste qui le conduira à sa chute. Dans la pièce, le meurtre est commis au château de Macbeth, vers Inverness, au lieu du château de Cawdor (ce qui n'est pas vraiment une surprise puisque Macbeth venait juste de recevoir le titre et n'aurait donc pas immédiatement fait du château sa demeure). 
Bien que le nom de Cawdor soit une référence de la littérature classique, le château n'existait pas du temps de Macbeth et Duncan. Le guide touristique évoqué en note cite une remarque vraisemblablement ironique du 5e Comte de Cawdor (23e baron) : « J'aimerais bien que le barde n'ait jamais écrit cette sacrée pièce ! ».